# Sestiere

Termenul italian sestiere, la plural sestieri (cuvântul s-ar putea eventual împrumuta în românește drept „sestier”, cu pluralul „sestiere” ), este o subdiviziune administrativă a unor orașe italiene. Cuvântul provine de la sesto sau șesime și este utilizat astfel numai pentru orașele împărțite în șase districte (cartiere). Cele mai cunoscute exemple sunt cele 6 sestieri din Veneția; de asemenea, și orașele Ascoli Piceno, Genova, Milano și Rapallo au fost împărțite în sestieri. Triarhia medievală din Negroponte de pe insula Eubeea a fost, de asemenea, împărțită uneori în șase teritorii distincte prin arbitrajul Veneției, care au fost cunoscute tot ca sestieri. Și Insula Creta, colonie venețiană („Regatul Candia”) de la Cruciada a patra, a fost împărțită în șase părți, numite după cele 6 sestieri din Veneția, în timp ce capitala Candia și-a păstrat statutul de comună a Veneției. De asemenea, insula Burano de la nord de Veneția este împărțită în sestieri.
O variație a cuvântului, întâlnită ocazional, este sesti,  șesimi; așa este împărțită de exemplu comuna Leonessa.
Alte orașe italiene cu mai puțin de șase districte oficiale sunt adesea împărțite în mod analog în quartieri (4, de unde și cuvântul englez quarter care înseamnă un sfert, dar și cartier) sau terzieri (3); unele orașe se referă la aceste cartiere prin rioni nenumerice. Sestieri, quartieri, terzieri, rioni și subdiviziunile analoge nu mai sunt folosite ca subdiviziuni administrative ale orașelor de azi, ci numai de către comunitățile istorice și tradiționale.

## Exemple
Sestieri sunt denumiri tradiționale locale ale cartierelor aflate în centrele istorice ale următoarele orașe italiene:
- Burano
- Genova
- Milano
- Rapallo
- Veneția

În timpul dominației venețiene, insula Creta a fost împărțită de asemenea în sestieri, numite după cele din Veneția.